# Porto di Zea
Il porto di Zea o Pasalimani (in greco Λιμένας Ζέας?) è il secondo porto più grande del Pireo, dalla caratteristica forma circolare. Nell'antica Grecia, era il più grande porto militare di Atene. Gli altri due erano Munichia e Cantaro.
Nel 1896 ospitò le gare di nuoto ai Giochi della I Olimpiade.

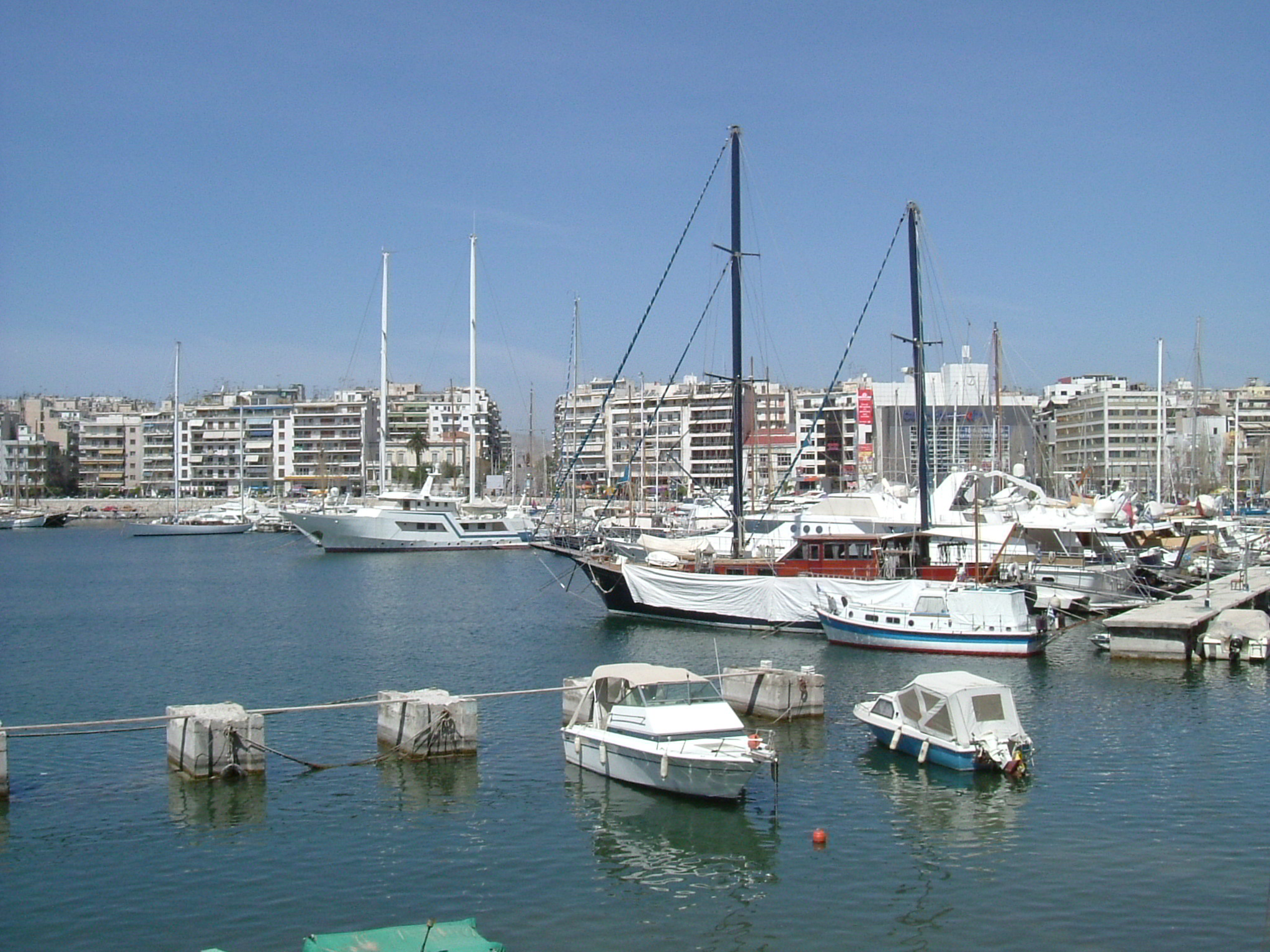
Il porto di Zea.